# Edward Arnold Chapman

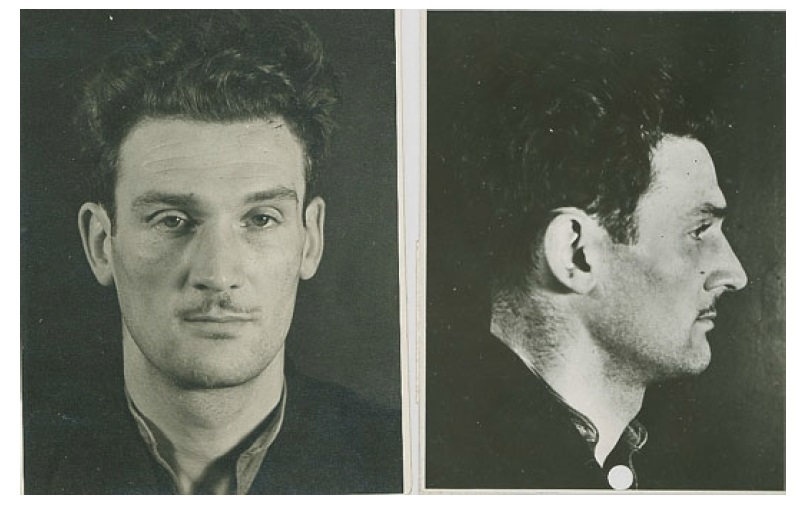
Eddie Chapman

Edward Arnold „Eddie” Chapman (ur. 16 listopada 1914 r. w Anglii w Burnopfield, Hrabstwo Durham, zm. 11 grudnia 1997 r.) – kryminalista i szpieg. W czasie II wojny światowej był najpierw niemieckim szpiegiem, a potem brytyjskim podwójnym agentem o kryptonimie „Zigzag”. Brytyjskiej policji był znany pod wieloma pseudonimami, m.in. Edward Edwards, Arnold Thompson i Edward Simpson. Niemcy nadali mu kryptonim Fritz, a potem zdrobniale Fritzchen.

## Młodość
Chapman służył w armii (regiment Coldstream Guard), z której w latach 30. XX wieku zdezerterował i został kasiarzem. Wspólnie z gangami dokonywał rabunków w londyńskim West Endzie, za co kilkukrotnie trafił do więzienia. W tym również czasie, miał wiele romansów z kobietami z wyższych sfer, które później szantażował kompromitującymi zdjęciami robionymi przez jego wspólnika.
Aresztowano go w Szkocji i oskarżono o wysadzenie sejfu w głównej siedzibie spółdzielni w Edynburgu. Zwolniony za kaucją, uciekł na wyspę Jersey, gdzie kontynuował działalność przestępczą i ostatecznie został skazany na 15 lat więzienia za włamanie do sejfu.
Tuż przed aresztowaniem Chapman był ze swoją kochanką Betty Farmer na kolacji w Hotelu de la Plage, skąd uciekł w spektakularny sposób, rozbijając zamknięte okno jadalni. Na zewnątrz czekali już na niego policjanci po cywilnemu, którzy dokonali aresztowania.

## II wojna światowa
Podczas okupacji niemieckiej na Wyspach Normandzkich Chapman, który znajdował się w tamtejszym więzieniu, został przeniesiony, razem z Anthonym Faramusem, do więzienia w Fort Romainville w Paryżu. Tam właśnie Niemcy zwerbowali go na agenta. Wkrótce potem przeszedł szkolenie w La Bretonnière, niedaleko Nantes, skąd przerzucono go do Anglii, gdzie miał prowadzić działalność sabotażową. 16 grudnia 1942 r. został przez Niemców „zrzucony” w hrabstwie Cambridgeshire, gdzie niezwłocznie udał się na policję i zaoferował swoje usługi MI5.
Odszyfrowanie kodu Enigmy dostarczyło brytyjskiemu kontrwywiadowi informacji na temat misji Chapmana (agent "Fritzchen"). Po przesłuchaniu w londyńskim Latchmere House w Londynie, znanym jako Camp 020, MI5 zdecydowała się wykorzystać Chapmana jako agenta przeciwko stronie niemieckiej. Jego oficerem prowadzącym został Ronnie Reed (Reed wstąpił w MI5 w 1940 i służył tam aż do odejścia na emeryturę w 1976).
Nocą z 29 na 30 stycznia 1943 roku Chapman wraz z oficerem MI5 sfingował sabotażowy wybuch w fabryce samolotów de Havillanda w Hetfield, w hrabstwie Hertforshire (produkowano tam samoloty Mosquito). Po tym wydarzeniu, Chapman wrócił do Niemiec przez Lizbonę. W tym czasie również zaoferował MI5 przeprowadzenie samobójczego ataku na Adolfa Hitlera. Od swojego niemieckiego łącznika, barona Stefana von Grunen (alias Stephan von Gröning, znanego Chapmanowi pod pseudonimem Dr Graumann), uzyskał informacje, że po udanej akcji sabotażowej, podczas nazistowskiego wiecu, zajmie miejsce blisko podium Hitlera. Próba zamachu nie doszła do skutku, a oficjalne dokumenty nie podają dlaczego.
Chapman twierdził, że przyznano mu żelazny krzyż, co czyniło go pierwszym Anglikiem, który otrzymał to odznaczenie od czasów wojny francusko - pruskiej w latach 1870-71. Chapman dostał także 111 000 niemieckich marek i własny jacht. Jeden z oficerów MI5 napisał o nim: „Chapman kocha siebie, kocha przygodę i kocha swój kraj, prawdopodobnie w tej kolejności”.
Niemcy wysłali go do Norwegii, aby uczył się w niemieckiej szkole dla szpiegów w Oslo. Po operacji Overlord ponownie został wysłany do Wielkiej Brytanii, aby raportować celność broni V1. W swoich sprawozdaniach pisał, że bomby trafiały w cele w centrum Londynu. W rzeczywistości jednak były one zestrzeliwane. Przypuszczalnie to dzięki jego raportom Niemcy nigdy nie poprawiali celności i, w rezultacie, większość bomb lądowała na południowych przedmieściach Londynu, a nie w centrum miasta.

## Życie miłosne

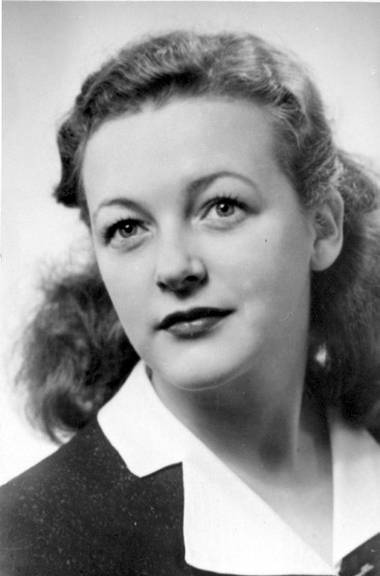
Dagmar Lahlum (1922-1999) członkini norweskiego ruchu oporu

W czasie wojny Chapman miał jednocześnie po dwóch przeciwległych stronach barykady dwie narzeczone: Fredę Stevenson w Anglii i Dagmar Lahlum w Norwegii. Obie były chronione i wspierane finansowo przez władze walczących przeciwko sobie państw, obie porzucił po wojnie i poślubił swoją przedwojenną kochankę Betty Farmer. W 1954 r., przyszła na świat ich córka – Suzanne.

## Czasy po wojnie
Chapman przeszedł na emeryturę z odprawą w wysokości 6 tysięcy funtów od MI5 i zgodą na zatrzymanie tysiąca funtów z pieniędzy, które dali mu Niemcy. Został także oczyszczony z czynów, które popełnił przed wojną.
W czasach powojennych Chapman wielokrotnie miał problemy z policją. W takich sytuacjach niejednokrotnie przychodzili mu z pomocą pracujący z nim wcześniej w czasie wojny oficerowie wywiadu. Chapman wraz z żoną byli właścicielami farm dla odchudzających się (Shenley Lodge, Shenley, Herts), a także zamku w Irlandii.
Baron Stefan von Grunen był obecny na ślubie córki Chapmanna.
Chapman zmarł 11 grudnia 1997 r. na atak serca.

## Popkultura
W oparciu o historię Eddiego Chapmana, w 1966 r. nakręcono film "Agent o dwóch twarzach" (ang. Triple Cross). Reżyserem filmu był Terence Young, który znał Chapmana jeszcze z czasów przedwojennych. Podstawą scenariusza była biografia napisana przez Chapmana wspólnie z Frankiem Owenem. Film był luźno oparty na faktach i nie spodobał się Chapmanowi.
Zainteresowanie sfilmowaniem historii Chapmana wyraził też aktor Tom Hanks, ale projekt nigdy nie został zrealizowany.
W 2007 r. ukazały się dwie biografie Chapmana: „Zigzag - The Incredible Wartime Exploits of Double Agent Eddie Chapman” Nicholasa Bootha (wydanie polskie: „Zigzag. Niewiarygodne wojenne przygody podwójnego agenta Eddiego Chapmana”. Wydawnictwo Dolnośląskie, Wrocław 2008) oraz „Agent Zigzag: The True Wartime Story of Eddie Chapman: Lover, Betrayer, Hero, Spy” Bena Macintyre'a (wydanie polskie: „Agent Zigzag. Prawdziwa opowieść wojenna o Eddiem Chapmanie. Kochanek, zdrajca, bohater, szpieg”. Nasza Księgarnia, Warszawa 2010).